# Нью-Лізбен (Вісконсин)
Нью-Лізбен (англ. New Lisbon) — місто (англ. city) в США, в окрузі Джуно штату Вісконсин. Населення — 1748 осіб (2020).

## Географія
Нью-Лізбен розташований за координатами 43°52′31″ пн. ш. 90°9′45″ зх. д. / 43.87528° пн. ш. 90.16250° зх. д. (43.875292, -90.162379). За даними Бюро перепису населення США в 2010 році місто мало площу 7,52 км², з яких 7,03 км² — суходіл та 0,49 км² — водойми.

## Демографія
Згідно з переписом 2010 року, у місті мешкали 2554 особи в 631 домогосподарстві у складі 360 родин. Густота населення становила 340 осіб/км². Було 720 помешкань (96/км²).
Расовий склад населення:
| - 82,2 % — білих - 14,6 % — чорних або афроамериканців - 1,3 % — корінних американців - 0,3 % — азіатів |

До двох чи більше рас належало 1,1 %. Частка іспаномовних становила 4,3 % від усіх жителів.
За віковим діапазоном населення розподілялося таким чином: 15,2 % — особи молодші 18 років, 73,5 % — особи у віці 18—64 років, 11,3 % — особи у віці 65 років та старші. Медіана віку мешканця становила 38,9 року. На 100 осіб жіночої статі у місті припадало 223,3 чоловіків; на 100 жінок у віці від 18 років та старших — 262,4 чоловіків також старших 18 років.
Середній дохід на одне домашнє господарство становив 49 149 доларів США (медіана — 43 672), а середній дохід на одну сім'ю — 59 375 доларів (медіана — 54 583). Медіана доходів становила 32 917 доларів для чоловіків та 32 381 долар для жінок. За межею бідності перебувало 16,1 % осіб, у тому числі 20,0 % дітей у віці до 18 років та 10,8 % осіб у віці 65 років та старших.
Цивільне працевлаштоване населення становило 642 особи. Основні галузі зайнятості: освіта, охорона здоров'я та соціальна допомога — 21,8 %, виробництво — 20,6 %, мистецтво, розваги та відпочинок — 12,1 %, публічна адміністрація — 9,5 %.

## Персоналії
- Кертвуд Сміт (* 1943) — американський актор.